# Hiroshi Maeue
Hiroshi Maeue (jap. 前上 博, Maeue Hiroshi; * 8. August 1968 in der Präfektur Osaka; † 28. Juli 2009 in Osaka) war ein japanischer Serienmörder, der seine Opfer über das Internet suchte.

## Leben und Verbrechen
Hiroshi Maeue war der Sohn eines ehemaligen Polizisten. Er wurde in den Jahren 1995, 2001 und 2002 jeweils festgenommen, weil er versucht hatte, auf offener Straße weibliche Passanten zu erwürgen. Zuletzt wurde er deswegen 2002 zu zehn Monaten Freiheitsstrafe verurteilt.
Im Februar 2005 tötete Maeue eine 25-jährige Frau, im Mai des Jahres einen 21-jährigen Studenten und im Juni einen 14-jährigen Schüler. Alle hatte er in Internetforen für potenzielle Suizidenten kennengelernt und sich mit ihnen per E-Mail zum gemeinschaftlichen Suizid in einer entlegenen Bergregion verabredet. Er entkleidete dort jeweils sein Opfer, fesselte es und erwürgte es dann. Die Taten filmte er, die Leichen versteckte er in den Bergen. Im Fall des Schülers stellte er außerdem eine Lösegeldforderung.
Maeue erzählte den Ermittlern, der Anblick eines Menschen, der erwürgt werde und Todesqualen erleide, errege ihn sexuell. Er habe „ein Gesicht im Todeskampf“ beobachten wollen. Bereits vor seiner Festnahme 2002 hatte er auf seiner Homepage eine 50 Seiten lange fiktive Geschichte veröffentlicht, die genau die Tötungsart beschreibt, die er später verwirklichte. Auf der Festplatte seines Computers befanden sich Bilder von mehr als zehn verschiedenen Menschen während des Erwürgtwerdens.
Ein psychiatrisches Gutachten bescheinigte Maeue volle Schuldfähigkeit. Er selbst bekannte sich schuldig und beantwortete die entsprechende Frage des Gerichts damit, dass er fürchte, solche Taten wieder begehen zu werden. Am 28. März 2007 sprach ihn das Bezirksgericht in Ōsaka schuldig und verurteilte ihn wegen vorsätzlichen Mordes und Beseitigung der Leichen zum Tod durch Hängen. Der Vorsitzende begründete das Todesurteil damit, dass es für den Angeklagten zu schwierig sei, seine Anomalität zu ändern, und das Gericht daher keine andere Wahl gehabt habe. Das Urteil wurde am 28. Juli 2009 in einem Gefängnis in Ōsaka vollstreckt.